# Reimond Manco
Reimond Orángel Manco Albarracín, né le 23 août 1990 dans le district de Lurín à Lima (Pérou), est un footballeur péruvien jouant au poste de milieu offensif.

## Carrière

### En club
Reimond Manco débute en 1re division péruvienne, le 7 avril 2007, au sein de l'Alianza Lima contre l'Alianza Atlético (victoire 2-0). En 2008, il est transféré au PSV Eindhoven et fait ses débuts en Eredivisie, le 29 novembre 2008, contre le SC Heerenveen (match nul 2-2). 
Prêté en 2009 au Willem II Tilburg, Manco ne s'adapte pas à l'Europe et revient au Pérou, au Juan Aurich de Chiclayo, d'abord sous forme de prêt en 2010, puis définitivement à partir de l'année suivante. Cédé dans un premier temps au CF Atlante, au Mexique, Manco est mis à pied par ce dernier club en raison de ses excès et son penchant pour l'alcool. De retour au Juan Aurich, il y a l'occasion de remporter le championnat du Pérou en 2011. Mais toujours victime de problèmes d'indiscipline à répétition, il est expulsé du Juan Aurich et se retrouve au León de Huánuco.
En 2012, il est engagé par le club qatarien d'Al-Wakrah mais rentre au Pérou dès 2013 à l'UT Cajamarca. Il fait son retour tant au León de Huánuco (2015) qu'à l'Alianza Lima (2015-2016).
Après une dernière pige à l'étranger, au Zamora FC du Venezuela, il décide de poursuivre sa carrière dans son pays natal, à l'Unión Comercio – où il reste deux saisons (2017-2018) – au Real Garcilaso (premier semestre 2019), puis au Sport Boys. Le 27 décembre 2019, il est annoncé comme nouveau renfort du Deportivo Binacional, champion du Pérou 2019. Mais son séjour y est de courte durée puisqu'il quitte le club de Juliaca et s'engage en juin 2020 pour l'Atlético Grau de Piura. Après des passages par l'Alianza Universidad et le Santos FC, il revient au Juan Aurich de Chiclayo en 2022 où il ne dispute que sept matchs.
En 2023, on le retrouve au sein de l'Ecosem Pasco, club évoluant en Copa Perú (D3 péruvienne).

### En équipe nationale
Malgré ses problèmes d'indiscipline qui ont freiné sa carrière (voir section précédente), Manco fait parler son talent dès son jeune âge, puisqu'à 17 ans il est désigné meilleur joueur du championnat sud-américain des moins de 17 ans de 2007. La même année, il dispute avec sa sélection la Coupe du monde U-17 en Corée du Sud où son pays se hisse en quarts de finale.
Cependant, sa participation avec l'équipe A reste discrète dans la mesure où il n'a disputé à ce jour que six matchs internationaux. Il est convoqué pour la première fois en sélection nationale le 6 février 2008, en amical face à la Bolivie (défaite 2-1) et n'a plus rejoué depuis un match disputé contre la Corée du Sud, le 14 août 2013 (0-0).

## Palmarès

### En club
Juan Aurich
- Championnat du Pérou (1) :
  - Champion : 2011.

### Distinctions individuelles
Pérou -17 ans
- Championnat sud-américain -17 ans : 
  - Meilleur joueur : 2007.